# Governo Jones II
Il governo Jones II è il nono esecutivo gallese decentrato di minoranza laburista in carica dall'11 maggio 2011 al 19 maggio 2016.
Avendo ottenuto il maggior numero di seggi alle elezioni generali del 2011 (30 su 60), i laburisti cercarono di formare un governo di minoranza, avendo precedentemente governato in coalizione con Plaid Cymru. Carwyn Jones è stato rieletto Primo ministro nel maggio 2011 e ha continuato a servire fino alle elezioni del 2016 e oltre.
Durante i cinque anni di questo governo ci sono stati due rimpasti significativi (marzo 2013 e settembre 2014) e due dimissioni dal Consiglio dei ministri, entrambi i quali hanno portato a cambiamenti diffusi nel personale e nei titoli e responsabilità ministeriali.
Questo governo è stato il primo dal referendum del 2011 sui poteri legislativi primari e quindi ha approvato la prima legge gallese senza l'espresso consenso di Westminster. Anche il governo gallese di Carwyn Jones acquistò e nazionalizzò l'aeroporto di Cardiff durante questo periodo.

## Composizione
Il governo Jones II è composto da: 
- 7 ministri
- 1 consigliere generale
- 3 viceministri

### Gabinetto
|                                                                                              | Titolare                | Partito   | Immagine | Carica                                                                                     | Mandato (in questo governo)                                                                         |
| -------------------------------------------------------------------------------------------- | ----------------------- | --------- | -------- | ------------------------------------------------------------------------------------------ | --------------------------------------------------------------------------------------------------- |
|                                                                                              | Rt. Hon Carwyn Jones AM | Laburista |          | Primo ministro                                                                             | 13 maggio 2011 – 19 maggio 2016                                                                     |
|                                                                                              | Jane Hutt AM            | Laburista |          | Finanze Finanze e leader parlamentare                                                      | 13 maggio 2011 – 11 settembre 2014 11 settembre 2014 – 19 maggio 2016                               |
|                                                                                              | Edwina Hart AM          | Laburista |          | Affari, imprese, tecnologia e scienza Economia, scienza e trasporti                        | 13 maggio 2011 – 8 marzo 2013 8 marzo 2013 – 19 maggio 2016                                         |
|                                                                                              | Leighton Andrews AM     | Laburista |          | Istruzione e competenze Servizi pubblici                                                   | 13 maggio 2011 – 25 giugno 2013 11 settembre 2014 – 19 maggio 2016                                  |
|                                                                                              | Lesley Griffiths AM     | Laburista |          | Salute e servizi sociali Governo locale e affari governativi Comunità e lotta alla povertà | 13 maggio 2011 – 14 marzo 2013 14 marzo 2013 – 11 settembre 2014 11 settembre 2014 – 19 maggio 2016 |
|                                                                                              | Mark Drakeford AM       | Laburista |          | Salute e servizi sociali                                                                   | 14 marzo 2013 – 19 maggio 2016                                                                      |
|                                                                                              | Huw Lewis AM            | Laburista |          | Rigenerazione abitativa e patrimonio Istruzione e competenze                               | 13 maggio 2011 – 26 giugno 2013 26 giugno 2013 – 19 maggio 2016                                     |
|                                                                                              | Jeffery Cuthbert AM     | Laburista |          | Comunità e lotta alla povertà                                                              | 26 giugno 2013 – 11 settembre 2014                                                                  |
|                                                                                              | Carl Sargeant AM        | Laburista |          | Governo locale e comunità Risorse naturali                                                 | 13 maggio 2011 – 11 settembre 2014 11 settembre 2014 – 19 maggio 2016                               |
|                                                                                              | Alun Davies AM          | Laburista |          | Risorse naturali e alimentazione                                                           | 14 marzo 2013 - 8 luglio 2014                                                                       |
|                                                                                              | John Griffiths AM       | Laburista |          | Ambiente e sviluppo sostenibile Cultura e sport                                            | 13 maggio 2011 – 14 marzo 2013 14 marzo 2013 – 11 settembre 2014                                    |
| Titolari di cariche a cui sono state date disposizioni speciali per partecipare al Gabinetto |                         |           |          |                                                                                            | |
|                                                                                              | Janice Gregory AM       | Laburista |          | Chief whip                                                                                 | 2011–2016                                                                                           |
|                                                                                              | Theodore Huckle QC      | Laburista |          | Consigliere generale per il Galles                                                         | 2011–2016                                                                                           |